# 暗剑无人机
暗剑无人作战飞机是沈阳飞机设计研究所所提出设计的一款超音速、具有對地對海打擊能力的一款无人作战飞机。

## 概要
暗剑首次公开是2006年10月的珠海航展，其模型的展出引起了轰动。与当前多数隐形无人机发展趋势不同，即有别于流行的X-47B型气动布局的无人机设计，“暗剑”的设计独特，它具有超音速、超高机动能力和低可探测性，因此很可能具备无人机空战能力。这种设计非常新颖，有极强的应用潜力，但同时难度也极高，因为它需要较高的自动智能设计，西方尚无研发此类机型的报道。但之後十多年暗剑並無消息逐漸從公眾視野淡出。
直到2018年中旬一張被機密模糊處理照片放出是一隊工程人員在一架真實版暗剑无人机前合照，其形態與模型相比大致一樣只略有改動，外界評估很可能是原型機已經首飛完成的紀念照，同時打破了暗剑計畫只是概念或被取消等謠言，原來十多年來一直在秘密進行。大陸軍事网站媒體依照外型和流出訊息判斷，很可能採用了串聯式渦輪衝壓發動機，將兩種發動機混和設計於同一架飛機，在3馬赫以下時用前面的渦輪發動機，進入3馬赫以上時由於速度極高不需要渦輪葉片去轉動壓縮，透過可調進氣道及內涵道調節板動作，將渦輪噴氣機轉子部分隔絕於高速氣流外變成衝壓發動機。同类发动机已经试飞成功，如腾云工程中所使用的组合动力发动机。

### 与其他无人机的不同
世界上隐身无人机都更注重隐形性能，采用选择亚音速，扁平无尾翼，放弃飞机的空战性能，主要用于侦查或对地、对海打击的攻擊機理念。
但暗剑具备鸭翼、双垂直斜翼、主体呈现乘波体结构、发动机进气道位于机身下方，这些特征表明它具备很高的机动性能，可能具备超音速巡航能力。